# Plagiorhynchus lemnisalis
Plagiorhynchus lemnisalis är en hakmaskart som beskrevs av Belopolskaia 1958. Plagiorhynchus lemnisalis ingår i släktet Plagiorhynchus och familjen Plagiorhynchidae. Inga underarter finns listade i Catalogue of Life.